# インドネシアの商業大臣一覧
本項では、インドネシアの商業大臣（Menteri Perdagangan）を一覧する。商業大臣は、インドネシアの商業省を所管する大臣である。 最初の商業大臣はパンジ・スラフマン・チョクロアディスリオで1945年8月19日就任。最も直近に選出された商業大臣はブディ・サントソで2024年10月21日就任。最も長い期間、大臣職を務めた商業大臣はラディウス・プラウィロで、1973年3月28日から1983年3月19日まで約10年間務めた。最も短い期間、大臣職を務めた商業大臣はバユ・クリスナムルティで、2014年1月31日から2月12日までの僅か13日務めた。

## 商業大臣一覧
社会党
  インドネシア国民党
  マシュミ
  カトリック党
  インドネシア社会党
  大インドネシア統一党
  ナフダトゥル・ウラマー
  ムルバ党
  インドネシア共和国国軍
  ゴルカル
  ナスデム党
  民族覚醒党
  国民信託党
  無所属
| 職名   | 氏名                                     | 画像 | 出身等                 | 任期                                                                                     | 内閣                                                                              |
| ------ | ---------------------------------------- | ---- | ---------------------- | ---------------------------------------------------------------------------------------- | --------------------------------------------------------------------------------- |
| 001    | パンジ・スラフマン・チョクロアディスリオ |      | 無所属                 | 1945年9月2日 ‐ 1945年11月14日                                                            | 大統領内閣                                                                        |
| 002    | ダルマワン・マングンクスモ               |      | 社会党                 | 1945年11月14日 ‐ 1946年3月12日1946年3月12日 ‐ 1946年10月2日                              | 第1次シャフリル内閣第2次シャフリル内閣                                            |
| 003    | アドナン・カパウ・ガニ                   |      | インドネシア国民党     | 1946年10月2日 ‐ 1947年6月26日1947年7月3日 ‐ 1947年11月11日1947年11月11日 ‐ 1948年1月29日 | 第3次シャフリル内閣第1次アミル・シャリフディン内閣第2次アミル・シャリフディン内閣 |
| 004    | シャフルディン・プラウィラネガラ         |      | マシュミ               | 1948年1月29日 ‐ 1948年8月4日                                                             | 第1次ハッタ内閣                                                                   |
| 005    | イグナティウス・ジョセフ・カシモ         |      | カトリック党           | 1948年12月19日 ‐ 1949年7月13日1949年8月4日 ‐ 1949年12月20日                              | シャフルディン緊急内閣第2次ハッタ内閣                                             |
| 00-    | ジュアンダ・カルタウィジャヤ             |      | 無所属                 | 1949年12月20日 ‐ 1950年9月6日                                                            | インドネシア連邦共和国内閣                                                        |
| 00(5)  | イグナティウス・ジョセフ・カシモ         |      | カトリック党           | 1949年12月20日 ‐ 1950年1月21日                                                           | スサント内閣                                                                      |
| 006    | タンディオノ・マヌ                       |      | インドネシア社会党     | 1950年1月21日 ‐ 1950年9月6日                                                             | ハリム内閣                                                                        |
| 007    | スミトロ・ジョヨハディクスモ             |      | インドネシア社会党     | 1950年9月6日 ‐ 1951年4月27日                                                             | ナシール内閣                                                                      |
| 008    | スジョノ・ハディノト                     |      | インドネシア国民党     | 1951年4月27日 ‐ 1951年7月                                                                | スキマン内閣                                                                      |
| 009    | ウィロポ                                 |      | インドネシア国民党     | 1951年7月 ‐ 1952年4月3日                                                                 | スキマン内閣                                                                      |
| 0010   | スマナン                                 |      | インドネシア国民党     | 1952年4月3日 ‐ 1953年7月30日                                                             | ウィロポ内閣                                                                      |
| 0011   | イスカック・チョクロハディスリオ         |      | インドネシア国民党     | 1953年7月30日 ‐ 1954年11月8日                                                            | 第1次アリ・サストロアミジョヨ内閣                                                 |
| 0012   | ロセノ・スリオハディクスモ               |      | 大インドネシア統一党   | 1954年11月8日 ‐ 1955年8月12日                                                            | 第1次アリ・サストロアミジョヨ内閣                                                 |
| 00(5)  | イグナティウス・ジョセフ・カシモ         |      | カトリック党           | 1955年8月12日 ‐ 1956年3月24日                                                            | ブルハヌディン・ハラハップ内閣                                                    |
| 0013   | ブルハヌディン                           |      | ナフダトゥル・ウラマー | 1956年3月24日 ‐ 1957年3月14日                                                            | 第2次アリ・サストロアミジョヨ内閣                                                 |
| 0014   | スナルジョ・アブ・ングスマン             |      | ナフダトゥル・ウラマー | 1957年4月9日 ‐ 1958年6月25日                                                             | ジュアンダ内閣                                                                    |
| 0015   | ラフマット・ムルヨミスノ                 |      | ナフダトゥル・ウラマー | 1958年6月25日 ‐ 1959年7月10日                                                            | ジュアンダ内閣                                                                    |
| 0016   | アリフィン・ハラハップ                   |      | 無所属                 | 1959年7月10日 ‐ 1960年2月18日1960年2月18日 ‐ 1962年3月6日                                | 第1次勤労内閣第2次勤労内閣                                                        |
| 0017   | スハルト・サストロスヨソ                 |      | ナフダトゥル・ウラマー | 1962年3月6日 ‐ 1963年11月13日                                                            | 第3次勤労内閣                                                                     |
| 0018   | アダム・マリク                           |      | ムルバ党               | 1963年11月13日 ‐ 1964年8月27日1964年8月27日 ‐ 1965年4月1日                               | 第4次勤労内閣第1次ドウィコラ内閣                                                  |
| 0019   | アフマド・ユスフ                         |      | インドネシア共和国国軍 | 1965年4月1日 ‐ 1966年2月22日1966年2月22日 ‐ 1966年3月28日                                | 第1次ドウィコラ内閣第2次ドウィコラ内閣                                            |
| 0020   | アシャリ・ダヌディルジョ                 |      | インドネシア共和国国軍 | 1966年3月28日 ‐ 1966年7月25日1966年7月28日 ‐ 1967年10月14日                              | 第3次ドウィコラ内閣第1次アンペラ内閣                                              |
| 0021   | モハマッド・ユスフ                       |      | インドネシア共和国国軍 | 1967年10月14日 ‐ 1968年6月6日                                                            | 第2次アンペラ内閣                                                                 |
| 00(7)  | スミトロ・ジョヨハディクスモ             |      | 無所属                 | 1968年6月6日 ‐ 1973年3月28日                                                             | 第1次開発内閣                                                                     |
| 0022   | ラディウス・プラウィロ                   |      | 無所属ゴルカル         | 1973年3月28日 ‐ 1978年3月29日1978年3月29日 ‐ 1983年3月19日                               | 第2次開発内閣第3次開発内閣                                                        |
| 0023   | ラフマット・サレ                         |      | ゴルカル               | 1983年3月19日 ‐ 1988年3月21日                                                            | 第4次開発内閣                                                                     |
| 0024   | アリフィン・シレガル                     |      | ゴルカル               | 1988年3月21日 ‐ 1993年3月17日                                                            | 第5次開発内閣                                                                     |
| 0025   | サトリオ・ブディハルジョ                 |      | ゴルカル               | 1993年3月17日 ‐ 1995年12月6日                                                            | 第6次開発内閣                                                                     |
| 0026   | マリ・エルカ・パンゲストゥ               |      | 無所属                 | 2004年10月21日 ‐ 2009年10月20日2009年10月22日 ‐ 2011年10月19日                           | 第1次インドネシア統一内閣第2次インドネシア統一内閣                                |
| 0027   | ギタ・ウィリヤワン                       |      | 無所属                 | 2011年10月19日 ‐ 2014年1月31日                                                           | 第2次インドネシア統一内閣                                                         |
| 00-    | バユ・クリスナムルティ                   |      | 無所属                 | 2014年1月31日 ‐ 2014年2月12日                                                            | 第2次インドネシア統一内閣                                                         |
| 0028   | ムハマッド・ルトフィ                     |      | 無所属                 | 2014年2月14日 ‐ 2014年10月20日                                                           | 第2次インドネシア統一内閣                                                         |
| 0029   | ラフマット・ゴーベル                     |      | ナスデム党             | 2014年10月27日 ‐ 2015年8月12日                                                           | 勤労内閣                                                                          |
| 0030   | トーマス・レンボン                       |      | 無所属                 | 2015年8月12日 ‐ 2016年7月27日                                                            | 勤労内閣                                                                          |
| 0031   | エンガルティアスト・ルキタ               |      | ナスデム党             | 2016年7月27日 ‐ 2019年10月20日                                                           | 勤労内閣                                                                          |
| 0032   | アグス・スパルマント                     |      | 民族覚醒党             | 2019年10月23日 ‐ 2020年12月23日                                                          | インドネシア前進内閣                                                              |
| 00(28) | ムハマッド・ルトフィ                     |      | 無所属                 | 2020年12月23日 ‐ 2022年6月15日                                                           | インドネシア前進内閣                                                              |
| 0033   | ズルキフリ・ハッサン                     |      | 国民信託党             | 2022年6月15日 ‐ 2024年10月20日                                                           | インドネシア前進内閣                                                              |
| 0034   | ブディ・サントソ                         |      | 無所属 国民信託党      | 2024年10月21日 ‐                                                                         | メラプティ内閣                                                                    |